# Stadspartij Doesburg
Stadspartij Doesburg is een lokale politieke partij in de Nederlandse gemeente Doesburg. Sinds haar oprichting heeft Stadspartij Doesburg deel uitgemaakt van het college van Burgemeester en Wethouders, tot maart 2018 met wethouder Fred Jansen en sindsdien met wethouder Birgit van Veldhuizen-van Oort. 

## Geschiedenis
Stadspartij Doesburg ontstond in oktober 2005 uit onvrede met de manier waarop de landelijke politieke partijen Doesburg bestuurden. Dat jaar werd besloten tot de oprichting van een plaatselijke politieke partij en mee te doen aan de gemeenteraadsverkiezingen van 7 maart 2006. Te laat met het deponeren van de naam Stadspartij Doesburg bij de Kamer van Koophandel, ging de partij als Lijst 6 de verkiezingen in met als verkiezingsleus: “Het gesprek van de straat wordt een plan in de raad.” Met 22.1% van de stemmen kwam de partij met twee van de vijftien zetels in de raad. Piet Vree werd fractievoorzitter en er kwam een coalitie van Stadspartij Doesburg met de SP en D66. De wethouder voor Stadspartij Doesburg werd Fred Jansen. 
Bij de verkiezingen van 2010 behaalde Stadspartij Doesburg drie zetels evenals bij de verkiezingen van 2014. David van Sommeren volgde in 2014 Piet Vree op als fractievoorzitter. Bij de verkiezingen van 2018 werden vier zetels behaald, waarmee Stadspartij Doesburg de grootse partij van Doesburg werd. 